# Tranquilitas ordinis
Tranquillitas ordinis – wyrażenie łacińskie oznaczające "pokój płynący z ładu". Termin jest używany przez Kościół katolicki, można go odnaleźć w pismach Św. Augustyna i św. Tomasza z Akwinu. 
Tranquilitas ordinis stanowi podstawę nauczania Kościoła na temat pokoju. Jest zawarta w encyklice Jana XXIII Pacem in Terris.
Św. Augustyn definiuje pojęcie Tranquillitas ordinis w księdze 19 Państwa Bożego jako "pokój wszystkich rzeczy" albo "dobrze uporządkowana zgoda". Augustyn opiera pojęcie pokoju na fakcie, że wszystko zostało stworzone i umieszczone we właściwym miejscu przez Stwórcę. Osoba czy rzecz osiąga więc pokój, kiedy jest w miejscu czy okolicznościach przewidzianych przez stwórcę. Augustyn pisał, że Tranquillitas ordinis nie może być w pełni osiągnięta na ziemi.